# Heinz Josef Varain
Heinz Josef Varain (* 11. Dezember 1925 in Verden; † 18. Dezember 2011 in Hamburg) war ein deutscher Politikwissenschaftler.

## Leben und Wirken
Heinz Josef Varain studierte Geschichte, Philosophie und Politikwissenschaft an den Universitäten Bonn und Köln, wo er 1955 bei Karl Dietrich Erdmann zum Dr. phil. promoviert wurde. Anschließend war er als wissenschaftlicher Assistent am Seminar für Wissenschaft und Geschichte der Politik der Christian-Albrechts-Universität zu Kiel tätig und hat sich 1963 dort bei dem Historiker und Politikwissenschaftler Michael Freund habilitiert. Nach einer Lehrstuhlvertretung an der Universität Hamburg und einer Tätigkeit als Dozent an der Akademie für Gemeinwirtschaft lehrte Varain von 1966 bis zu seiner Emeritierung 1985 als ordentlicher Professor für Wissenschaft von der Politik (Politikwissenschaft) an der Justus-Liebig-Universität Gießen.
Sein Hauptarbeitsgebiet war die Parteien- und Verbändeforschung. 1997 gründete Varain die Anstoß Stiftung mit dem Zweck, die Lebensqualität für Personen in schwierigen sozialen Verhältnissen zu verbessern.

## Schriften (Auswahl)
- Die deutschen Gewerkschaften in ihrem politisch-sozialen Wirken zu Ausgang des 19. Jahrhunderts. In: Geschichte in Wissenschaft und Unterricht, Jg. 1954, S. 544–558.
- Freie Gewerkschaften, Sozialdemokratie und Staat. Die Politik der Generalkommission unter der Führung Carl Legiens (1890-1920) (= Beiträge zur Geschichte des Parlamentarismus und der politischen Parteien, Bd. 9). Droste, Düsseldorf 1956 (Dissertation Universität Köln, 1955).
- Die Entwicklung der westeuropäischen Zusammenarbeit. In: Geschichte in Wissenschaft und Unterricht, Bd. 8 (1957), S. 341–354.
- Die Auseinandersetzung innerhalb der Evangelischen Kirche wegen der deutschen Wiederaufrüstung. In: Geschichte in Wissenschaft und Unterricht, Bd. 9 (1958), S. 411–425.
- Parteien und Verbände in der Bundesrepublik. In: Geschichte in Wissenschaft und Unterricht, Bd. 10 (1959), S. 487–492.
- Schleswig-Holstein 1918–1957. Eine politische Bibliographie. Seminar für Wissenschaft und Geschichte der Politik an der Universität Kiel 1958.
- Das Geld der Parteien. In: Geschichte in Wissenschaft und Unterricht, Bd. 12 (1961), S. 489–511.
- Kandidaten und Abgeordnete in Schleswig-Holstein 1947–1958. In: Politische Vierteljahresschrift, Bd. 2 (1961), S. 363–411.
- Parteien und Verbände. Eine Studie über ihren Aufbau, ihre Verflechtung und ihr Wirken in Schleswig-Holstein 1945–1958 (= Staat und Politik, Bd. 7). Westdeutscher Verlag, Köln 1964 (Habilitationsschrift Universität Kiel).
- Das Parlament im Parteienstaat. In: Politische Vierteljahrsschrift, Bd. 5 (1964), S. 339–348.
- Hat der Bundestag noch eine Chance? Bemerkungen zum parlamentarischen Selbstbewußtsein. In: Die Mitarbeit, Bd. 15 (1966), S. 30–38.
- Verbandswirken in der Bundesrepublik Deutschland. In: Heinz Hürten (Hrsg.): Organisierte Interessen in Europa. Fromm, Osnabrück 1966, S. 132–150.
- Zur Geschichte und Theorie der Interessenverbände. In: Kurt Jürgensen/Reimer Hansen (Hrsg.): Historisch-politische Streiflichter. Geschichtliche Beiträge zur Gegenwart. Wachholtz, Neumünster 1971, S. 85–97.
- (als Hrsg.): Interessenverbände in Deutschland (= Neue wissenschaftliche Bibliothek, Bd. 60). Kiepenheuer & Witsch, Köln 1973, ISBN 3-462-00956-7.
- Feindbestimmung und Demokratie. Bemerkungen angesichts der „Radikalen“-Erlasse. In: Frankfurter Hefte, Bd. 30 (1975), S. 25–32.
- Theorie und Praxis in historischer und politikwissenschaftlicher Zeitdeutung. In: Eberhard Jäckel (Hrsg.): Die Funktion der Geschichte in unserer Zeit [Karl Dietrich Erdmann zum 29. April 1975]. Klett, Stuttgart 1975, S. 96–108.
- Der Staat als Grund der Einheit. Adam Müllers Rechtfertigung der ständischen Opposition. In: Hartmut Boockmann u. a. (Hrsg.): Geschichte und Gegenwart. Festschrift für Karl Dietrich Erdmann. Wachholtz, Neumünster 1980, S. 159–176, ISBN 3-529-02661-1.
- Verantwortung der Wissenschaft für den Frieden. In: Michael Strübel (Hrsg.): Friedens- und sicherheitspolitische Alternativen. Schmitz, Gießen 1985, S. 3–14, ISBN 978-3-922272-37-3.